# Dinocephalus alboguttatus
Dinocephalus alboguttatus är en skalbaggsart som beskrevs av Stefan von Breuning 1958. Dinocephalus alboguttatus ingår i släktet Dinocephalus och familjen långhorningar. Inga underarter finns listade i Catalogue of Life.